# 제19차 중국공산당 전국대표대회
제19차 중국공산당 전국대표대회는 2017년 10월 18일에 중국 베이징에서 열렸던 대회이다. 약칭은 '19차 당대회'. 제19차 중앙위원회 위원을 선출했다. 시진핑 총서기과 리커창 총리를 제외한 중앙위원 전원이 교체되었다. 

## 소집
관례에 따르면 전국대표대회는 중앙위원회가 5년마다 가을에 소집한다. 직전 전국대표대회는 2012년 11월에 열린 제18차 중국공산당 전국대표대회였다. 

## 목표
중국공산당 중앙위원회 총서기(중국 최고지도자), 중국공산당 중앙정치국, 중국공산당 중앙정치국 상무위원회(중국 최고지도부), 중국공산당 중앙서기처, 중국공산당 중앙군사위원회 등 중앙지도기관과 책임자를 선출한다.